# 瓦氏裸趾虎
瓦氏裸趾虎（学名：Cyrtodactylus wayakonei）也称瓦氏弯脚虎，为壁虎科裸趾虎属的爬行动物，分布于老挝北部和中国云南。该物种的模式产地在老挝北部琅南塔省的汶普卡区（Vieng Phoukha District）。

## 保护
本种于2023年被收录入《有重要生态、科学、社会价值的陆生野生动物名录》。